# 51号密苏里州州道
51号密苏里州州道（英語：Missouri Route 51）是密蘇里州东南部的一条南北走向的州级公路，其北端是伊利诺伊州切斯特，通过切斯特大桥连接150号伊利诺伊州州道，南端是阿肯色州西北部的皮哥特，连接139号阿肯色州州道。